# Angelino Heights
Angelino Heights es un área no incorporada ubicada en el condado de Los Ángeles en el estado estadounidense de California.

## Geografía
Angelino Heights se encuentra ubicada en las coordenadas 34°4′13″N 118°15′17″O / 34.07028, -118.25472.